# Cistinosis
La cistinosis es una enfermedad por almacenamiento lisosómico producida por una mutación en el gen CTNS localizado en el cromosoma 17. Es una afección rara que afecta de 1/100.000
a 1/200.000 niños.
Se caracteriza por una acumulación de cristales formados por el aminoácido cistina en el interior de las células del riñón, córnea y otros tejidos. Es un trastorno de origen genético que se hereda según un patrón autosómico recesivo, lo cual significa que para que un individuo presente la enfermedad debe recibir una copia del gen anómalo de cada uno de sus dos progenitores.  

Patrón de herencia asutosómica recesiva

La acumulación de cistina en la córnea produce disminución de la agudeza visual que puede llegar a ceguera. En el riñón provoca insuficiencia renal y es una de las causas más frecuentes de síndrome de Fanconi en la infancia. El síndrome de Fanconi se produce como consecuencia de un daño en las células del túbulo proximal que se manifiesta por cantidades anormalmente altas de glucosa, aminoácidos, fosfato y bicarbonato en la orina, hipocaliemia, acidosis y retraso del crecimiento.